# Niota
Niota é uma cidade localizada no estado norte-americano de Tennessee, no Condado de McMinn.

## Demografia
Segundo o censo norte-americano de 2000, a sua população era de 781 habitantes.
Em 2006, foi estimada uma população de 802, um aumento de 21 (2.7%).

## Geografia
De acordo com o United States Census Bureau tem uma área de 5,2 km², dos quais 5,2 km² cobertos por terra e 0,0 km² cobertos por água. Niota localiza-se a aproximadamente 303 m acima do nível do mar.

## Localidades na vizinhança
O diagrama seguinte representa as localidades num raio de 24 km ao redor de Niota.